# Teofil Potowski
Niektóre z zamieszczonych tu informacji wymagają weryfikacji.
Dokładniejsze informacje o tym, co należy poprawić, być może znajdują się w dyskusji tego artykułu.
 Po wyeliminowaniu niedoskonałości należy usunąć szablon [[Szablon:Dopracować|]] z tego artykułu.
Teofil Florian Potowski (ur. 4 maja 1870 w Uśnicach k. Sztumu, zm. 10 lipca 1946 w Sztumie) – działacz polonijny na Powiślu. 
Z zawodu był młynarzem. Przed I wojną światową przebywał 6 lat na emigracji zarobkowej we Francji, potem wrócił do Sztumu i brał aktywny udział w ruchu polskim jako członek Komitetu Plebiscytowego w Kwidzynie (1919) oraz dwukrotny delegat ludności polskiej do Paryża. Po plebiscycie działał w Związku Polaków w Niemczech, kandydował do sejmu pruskiego z ramienia ludności polskiej. Z chwilą wybuchu wojny II wojny światowej został aresztowany przez Niemców. Przeżył wojnę, zmarł w Sztumie, pochowany na cmentarzu przy ul. Domańskiego.